# Чарльз Вайвілл Томсон
Чарльз Вайвілл Томсон (англ. Charles Wyville Thomson; 5 березня 1830, Бонсайд, біля Лінлітгоу, Вест-Лотіан, Шотландія — 10 березня 1882, там же) — шотландський океанограф, біолог, геолог, мінералог.

## Біографія
Син хірурга Британської Ост-Індської компанії.
Освіту здобув у Merchiston Castle School (Единбург), потім з 1845 року вивчав медицину в Единбурзькому університеті. Провчившись 3 роки, за станом здоров'я залишив навчання в університеті. Захопившись природознавством, в 1847 році став членом Ботанічного товариства Единбурга, і незабаром після того — секретарем королівського фізичного товариства Единбурга. У 1850 році слухав лекції з ботаніки Джона Гаттона Бальфура в альма-матер.
У 1850 році був призначений викладачем ботаніки.
З 1851 року — професор ботаніки в Абердинському університеті. З 1853 професор природничої історії, читав лекції в Queen's College (Корк в Ірландії).
В 1854—1868 викладав мінералогію і геологію в Університеті Квінс у Белфасті
В 1868—1870 — співробітник Дублінського королівського коледжу науки (Royal College of Science), а з 1870 — читав лекції в Единбурзькому університеті.
Його роботи про морську фауну (зокрема, про морських лілей) привернули до нього увагу королівського товариства, яке надало в його розпорядження два судна. В 1868 і 1869 разом з англійським біологом В. Б. Карпентером займався дослідженням морських глибин і глибоководної фауни на судах «Лайтнінґ» і «Порк'юпайн».
В 1872—1876 — ініціатор і науковий керівник навколосвітньої океанографічної експедиції на судні «Челленджер», результати якої докорінно змінили уявлення про рельєф дна океанів.
Шлях, пройдений експедицією «Челленджера», становив близько 70 тис. морських миль, протягом яких екіпаж займався науковими дослідженнями. Підсумки подорожі були викладені в звіті «Report Of The Scientific Results of the Exploring Voyage of H.M.S. Challenger during the years 1873-76», де, серед інших відкриттів, було описано понад 4000 нових видів (наприклад, Metasepia pfefferi). Джон Мюррей, керуючий публікацією роботи, описав її як «найбільший прогрес у знаннях про нашу планету з часів знаменитих відкриттів п'ятнадцятого-шістнадцятого століть».
Автор праць з глибоководної морської фауни, книг «The Depths of the Sea» (1872), «The Voyage of the Chalenger in the Atlantic» (1877, 2 томи) та ін.

## Нагороди та відзнаки
- Королівська медаль Лондонського королівського товариства
- Член королівського товариства Единбургу (FRSE)
- Член Лондонського королівського товариства
- Член Лондонського Ліннеївського товариства
- Член Геологічного товариства Лондона
- Член Зоологічного товариства Лондона
- Член Ірландської королівської академії
- На честь Ч. У. Томсона був названий підводний хребет (Поріг Томсона Вайвілла), що відокремлює западину Атлантичного океану від Норвезького моря.
- Один з піків архіпелага Кергелен носить його ім'я — Monte Wyville Thomson (937 м), найвища точка півострова Ронарч.